# Sinzigburg
Die Sinzigburg, auch Sinzenburg oder Schloss Trübenbach genannt, ist eine abgegangene frühmittelalterliche Niederungsburg vom Typus einer Turmhügelburg (Motte). Sie liegt in der Gemarkung von Haunetal-Rhina im Tal der Haune, im Landkreis Hersfeld-Rotenburg, im Nordosten von Hessen. Die Burg ist heute ein Bodendenkmal.

## Lage
Die Burg liegt im Tal der Haune zwischen den Dörfern Rhina und Rothenkirchen (zur Gemeinde Burghaun gehörend) in einem schmalen Waldstreifen zwischen der Bundesstraße 27 und der parallel dazu in der Flussaue verlaufenden Trasse der Bahnstrecke Bebra–Fulda. Das Burggelände liegt hier im engsten Bereich des mittleren Haunetales auf 235 Meter über Normalnull, am Übergang des Geländes zur Flussaue.
In östlicher Richtung steigt das Gelände jenseits der Bundesstraße in nur 1,3 Kilometer (Luftlinie) zum 523,9 Meter über Normalnull hohen Stoppelsberg in der Kuppenrhön hin an. Damit liegen die Burg Hauneck und das Naturdenkmal „Die langen Steine“ in unmittelbarer Nähe zur Sinzigburg. Jenseits der Bahntrasse und der Haune in westlicher Richtung, steigt das Gelände zur Hochfläche des Fulda-Haune-Tafellandes hin an. Hier liegt in einer Entfernung von etwa 1,25 Kilometern, die Burgruine Altwehrda. Im Süden, etwa 1400 Meter flussaufwärts, wird die mittelalterliche Wüstung Sinziges vermutet.
In 600 Meter Entfernung liegt das neuzeitliche Schloss Hohenwehrda, wo es keine mittelalterlichen Vorgängerbauten gibt.

## Beschreibung

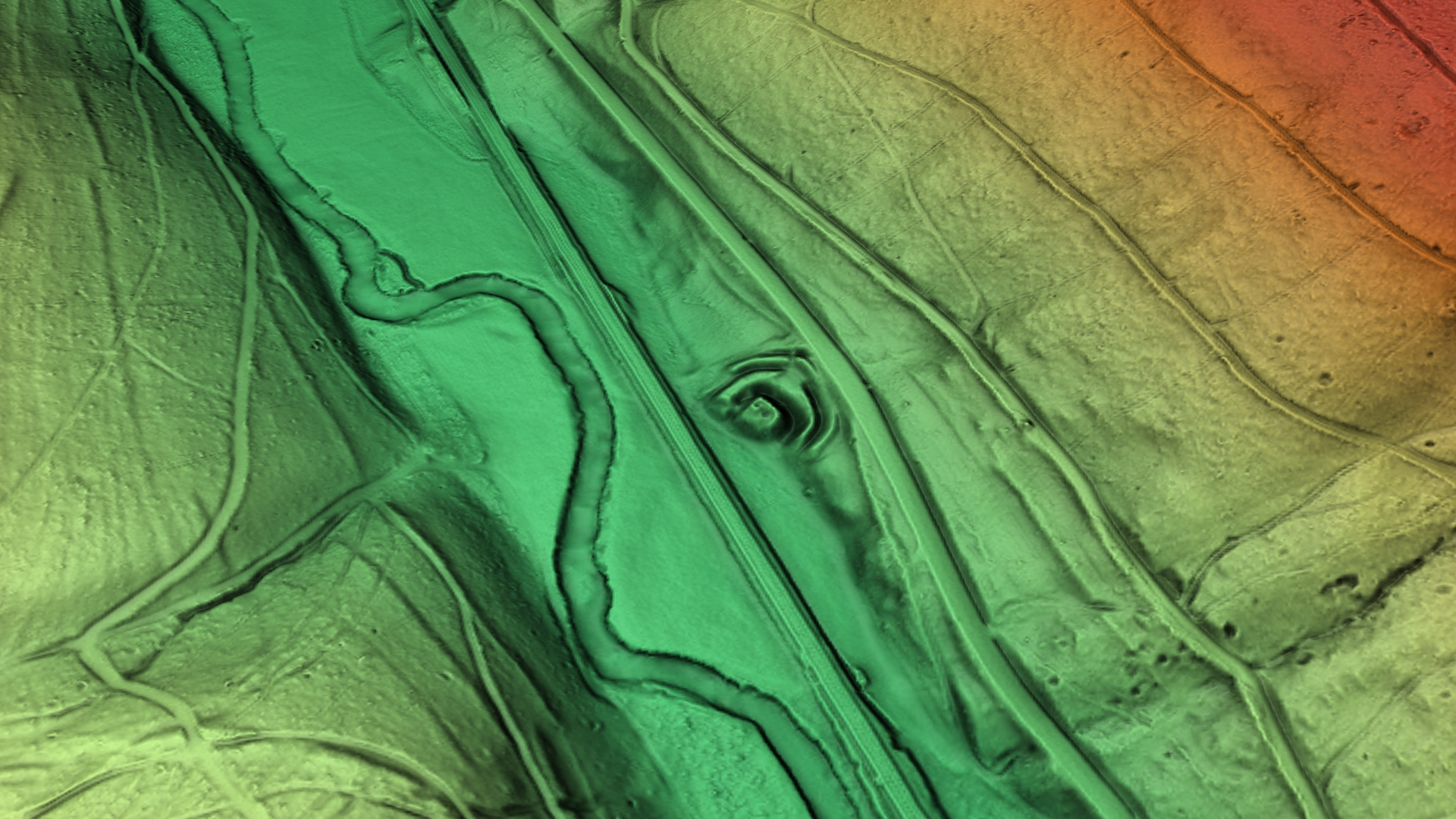
Digitales Reliefbild des Geländes im Tal der Haune

Die Burg hat die Bauform einer Motte. Sie hat drei Wallgräben, die sich halbkreisförmig um den Zentralhügel ziehen. Die Burg mit den Gräben hat eine Länge von etwa 80 Meter und ist etwa 50 Meter breit. Die Gräben haben eine Tiefe von vier bis fünf Meter.
Der Zentralhügel ist heute vom Grund des innersten Grabens etwa sechs Meter hoch. Auf seiner Spitze hat er eine rechteckige Fläche von etwa 13 Meter Länge und 10 Meter Breite. Mauerreste sind an der Oberfläche heute hier nicht mehr zu erkennen. Bruchsteine mit Mörtelspuren wurden im Vorburgbereich gefunden, der nach Süden, in Richtung der Wüstung Sintziges ausgerichtet war. Vermutlich stand hier lediglich ein Turm, der die rechteckige Fläche auf dem Zentralhügel einnahm und über Leitern oder eine hölzerne Zugbrücke erreichbar war. Vieles deutet darauf hin, dass sich die Wallgräben vor dem Eisenbahnbau vollständig um den Zentralhügel geschlossen haben. Die westliche Hälfte der Burganlage könnte daher zum Aufschütten des Bahndamms gedient haben. So könnte die Burganlage früher einen Durchmesser von 80 Meter und der Zentralhügel eine quadratische Grundform mit einer Seitenlänge von etwa 15 Meter gehabt haben. Auch im Osten ist die Wallanlage durch die höher liegende Bundesstraße leicht angeschnitten, seitdem die Straße verbreitert wurde.

## Geschichte
Die Ursprünge und den Zweck dieser Anlage zu ergründen ist schwierig, da es dazu keine urkundlichen Nennungen gibt. In den wenigen Urkunden, in denen die Sinzigburg genannt wird, ist auch nicht immer klar, ob die Sinzigburg, die mittelalterliche Wüstung Sintziges oder auch die Burgruine Altwehrda gemeint ist.

### Hinweise bezüglich der Namensgeschichte
Der Name Sinzig stammt aus der keltischen Sprache und bedeutet „beständig durchsickerndes Wasser im sumpfigen Wald“. Die Burg und die mittelalterliche Wüstung wurde daher nach dem keltischen Namen für dieses Gebiet genannt.
Etwas weiter flussaufwärts folgt der „Saltzborn“. In Salzquellen sahen die Kelten magische Kräfte am Werk. Es waren heilige Orte, an denen die Muttergottheit der Natur verehrt wurde. In nur etwa 500 Metern Entfernung schließlich wurde südlich der Quelle oberhalb der Totenkirche (ehemalige Begräbniskirche der Familie von Haune, heute Friedhofskirche des Dorfes Rothenkirchen) eine altsteinzeitliche Siedlung nachgewiesen. Weiterhin existieren einige Steinritzungen am Naturdenkmal „Lange Stein“, die auf die Anwesenheit der Kelten schließen lassen.
Im Jahr 801 kam der Bifang Berghoe mit der Villa Berghoe (Burghaun) als eine Schenkung germanischer Adliger an das Kloster Fulda. Somit war das Gebiet nach den Kelten von germanischen Stämmen besiedelt.
Dort wo die Kreisstraße 47 nach Oberstoppel von der Bundesstraße abzweigt, gibt es heute noch einen Flurnamen „Im Sinzig“. Hier wird die mittelalterliche Wüstung vermutet, die in einer Urkunde von 1409 als „Sintziges“ erwähnt wird.

### Hinweise bezüglich Erbauungszweck und Erbauungszeit
Die Bauform der Motte ist eine Frühform der mittelalterlichen Burgen. Diese Burgen wurden im Wesentlichen zwischen dem 10. und dem 11. Jahrhundert vom Dienstadel erbaut.
Der früheste Anlass, der zur Erbauung der Burg geführt haben könnte, waren die Ungarneinfälle. Heinrich I. (der Burgenbauer) erließ Anordnung Gräben, Palisaden und Fluchtburgen zu bauen. Dies ist in der Region im Jahr 925 am Kloster Hersfeld nachweisbar, als die Befestigung dort zusätzlich verstärkt wurde. In dieser Zeit könnte daher auch die Motte im Haunetal gebaut worden sein, die als Fluchtburg für die hier siedelnden Menschen diente.
Das Gebiet, auf dem heute die Burg steht, gehörte in dieser Zeit zu dem Bifang Berghoe. Es wurde im Jahre 801 mit der villa Berghoe von 14 namentlich genannten germanischen Adligen an das Kloster Fulda geschenkt. Weitere Schenkungen erfolgten vom fränkischen Adel, so 780 die Marken Rasdorf und Soisdorf, und 781 die Schenkung des Hunfeldes (Hünfeld) von Karl dem Großen. Dies lässt vermuten, dass karolingische Adlige aus dem mittelrheinischen Raum hier Land als Lehen erhalten haben und die Aufsiedelung des Bramfirsts (Bannforstbezirk, der das Gebiet des Hunfeldes und des Bifangs Berghoe umfasste), die ab dem Jahre 980 begann, maßgeblich mit vorantrieben.
Weiterhin ist bemerkenswert, dass die Burgform mit Ringwällen heute hauptsächlich im Rhein-Mosel Gebiet nachweisbar ist. Hier begegnet einem auch der Name Sinzig (sentiacum), eine Stadt und in der damaligen Zeit eine Pfalz im mittelrheinischen Raum. Die Burgform der Motte wurde daher wohl durch die hier eingewanderten Franken eingeführt. Als die Gegend um Burghaun, wie oben beschrieben um 980 besiedelt wurde, könnte dann auch die Sinzigburg von dem neu entstandenen Ortsadel (Ministerialen) gebaut worden sein, um die weiter talaufwärts neu gebauten Höfe und Siedlungen zu schützen. Eine dieser Siedlungen könnte die heutige Wüstung Sintziges gewesen sein.
Ein weiterer Erbauungszweck lässt sich von der Lage, im engen Talbereich ableiten. Die Burg liegt direkt an den Hängen des Stoppelsberges. Das weist darauf hin, dass sie nicht gebaut wurde um länger verteidigt zu werden. Viel näher liegt es dagegen, dass die Burg in dem engen Tal zur Kontrolle eines Handelsweges diente. Mit der zunehmenden Siedlungsdichte in den Tälern begannen sich solche Talwege im frühen Mittelalter durchzusetzen (siehe dazu auch Altstraße). So bot sich das Haunetal, nach der oben genannten Besiedlung, als eine Nord-Süd-Verbindung aus dem Raum Fulda an.
Alle oben genannten Vermutungen zum Erbauungszweck weisen in die Zeit der frühen Romanik. Archäologisch ließ sich das bisher jedoch nicht untermauern, da es keine Funde gibt, die dieser Zeit zuzuordnen sind.

### Urkundliche Erwähnungen
Die oben genannten Ministerialen bzw. die Erbauer der Sinzigburg sind nicht bekannt. Im Hohen Mittelalter gehörte das Gebiet rund um die Burg den Rittern von Haune.
Sowohl die Familie von Haune, als auch die Familie von Trümbach hatten in der nahen Umgebung beurkundeten Besitz. Den Haunes gehörte Anfang des 14. Jahrhunderts die Burg Hauneck und die Burg Altwehrda gehörte seit 1310 den Trümbachs.
Im Jahr 1460 machte der landgräflich-thüringische Oberschreiber Thomas Buttelstadt eine „Reyse von Isenach nach Frankfurt“ auf der Altstraße durch die kurzen Hessen. Dabei schrieb er, dass „die Burg Hauneck nahe seiner Reiserute steht“, und die Sinzigburg im Haunetal, südwestlich des Stoppelsberges „wüst liege“. Die Burganlage wurde daher spätestens in dieser Zeit aufgegeben.
Im nächsten Entwicklungsschritt des Burgenbaues (nach den Motten), wurden die Türme, die zuvor auf dem Zentralhügel standen auf hohe Berge gesetzt. Es entstanden Turmburgen. Der Bergfried in der Burg Hauneck könnte eine solche Burganlage gewesen sein. Er hat staufische Eckbuckelquader und könnte damit der Folgebau der Sinzigburg gewesen sein. Auch der Burgstall in Haunetal-Holzheim, mit dem „Dicke Turm“ käme dafür in Frage.
Georg Landau (* 1807; † 1865, hessischer Archivar und Historiker), sah in der Sinzigburg eine gegen die Burg Hauneck gerichtete Anlage. Zu dieser Annahme kam Landau vermutlich, weil die Landgrafen von Hessen die Burg Hauneck um 1400 erobert haben. Paul Illgner widersprach dem und vermutete, dass die Sinzigburg die erste Stammburg derer von Trümbach war, da das Rittergeschlecht ab etwa 1310 mit der unweit gelegenen Burg Altwehrda, auf der Hochfläche des Fulda-Haune-Tafellandes belehnt war. Er bezeichnete daher die Sinzigburg als Schloss Trübenbach.

### Wüstung Sintziges
Die Wüstung namens Sintziges wird flussaufwärts von der Sinzigburg vermutet. Etwa 1400 Meter entfernt, gibt es die Flurbezeichnung „Im Sinzig“, unterhalb der Stelle, wo die Kreisstraße 47 von der Bundesstraße abzweigt. Diese Dorfstelle wurde von Georg Landau  in seinem Werk "Historisch-topographische Beschreibung der wüsten Ortschaften" im Jahr 1858 erwähnt. Er zitierte darin eine Urkunde aus dem Jahr 1409.

## Verweise und Anmerkungen
1. ↑  auf den gleichen Namensursprung lassen sich in der Region auch die Flussnamen Sinna bei Vacha oder Sinn in der Rhön zurückführen. Auch keltische Ringwälle sind in der Nähe bekannt. So auf dem Stallberg und dem Kleinberg im Hessischen Kegelspiel.
2. ↑  Georg Landau, Historisch-topographische Beschreibung der wüsten Ortschaften im Kurfürstenthum Hessen (1858), Historische Edition Carl Vellmar, Nachdruck 1999 Vellmar, ISBN 978-3-9806580-1-0
3. ↑  unter den Schenkern der beiden Marken befand sich auch die Gräfin Emhilt, die Äbtissin von Milz (Thüringen). Man vermutet, dass sie zum engeren Familienkreis von Karl dem Großen gehörte
4. ↑  hier könnte eine Verwechslung mit der Siedlungswüstung Sintziges vorliegen, denn die Sinzigburg liegt westlich des Stoppelsberges. Die vermutete Siedlungsstelle von Sintziges liegt südwestlich des Stoppelsberges
5. ↑  Paul Illgner, Über Burgen und sonstiges ehemaliges Befestigungswesen im Kreis Hünfeld. Fuldaer Geschichtsblätter Nr. 11, 1912